# Striatoppia silvicola
Striatoppia silvicola är en kvalsterart som beskrevs av Franklin och Woas 1992. Striatoppia silvicola ingår i släktet Striatoppia och familjen Oppiidae. Inga underarter finns listade i Catalogue of Life.